# Pitangueiras (São Paulo)
Pitangueiras é um município brasileiro no interior do estado de São Paulo, Região Sudeste do país. Localiza-se na Região Metropolitana de Ribeirão Preto e ocupa uma área de cerca de 430 km², sendo que 7 km² estão em perímetro urbano. Sua população foi estimada em 34 416 habitantes em 2024. O município é formado pela sede e pelo distrito de Ibitiúva.

## História

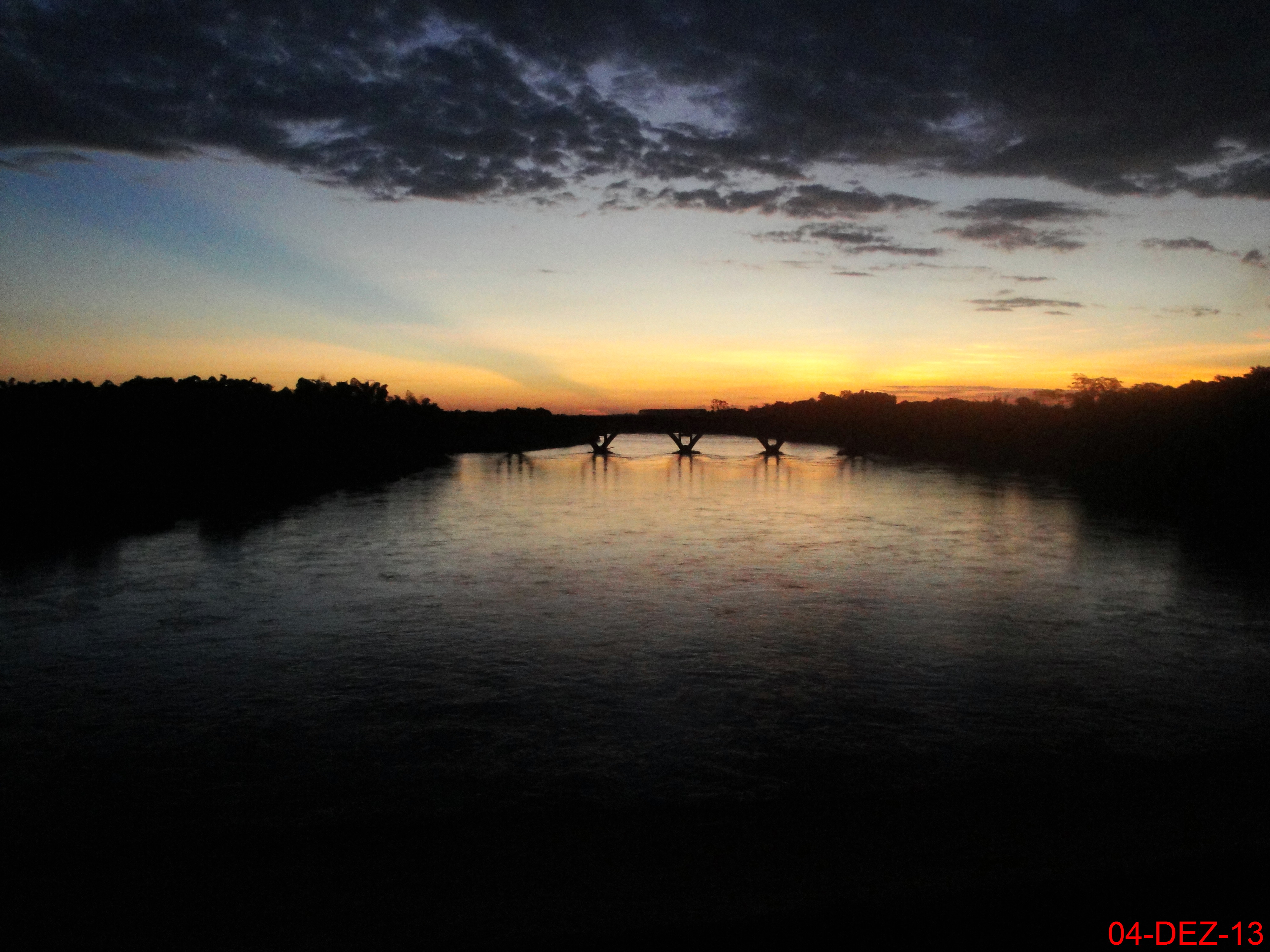
Entardecer no município com a ponte ferroviária de Pitangueiras, construída em 1907, ao fundo.

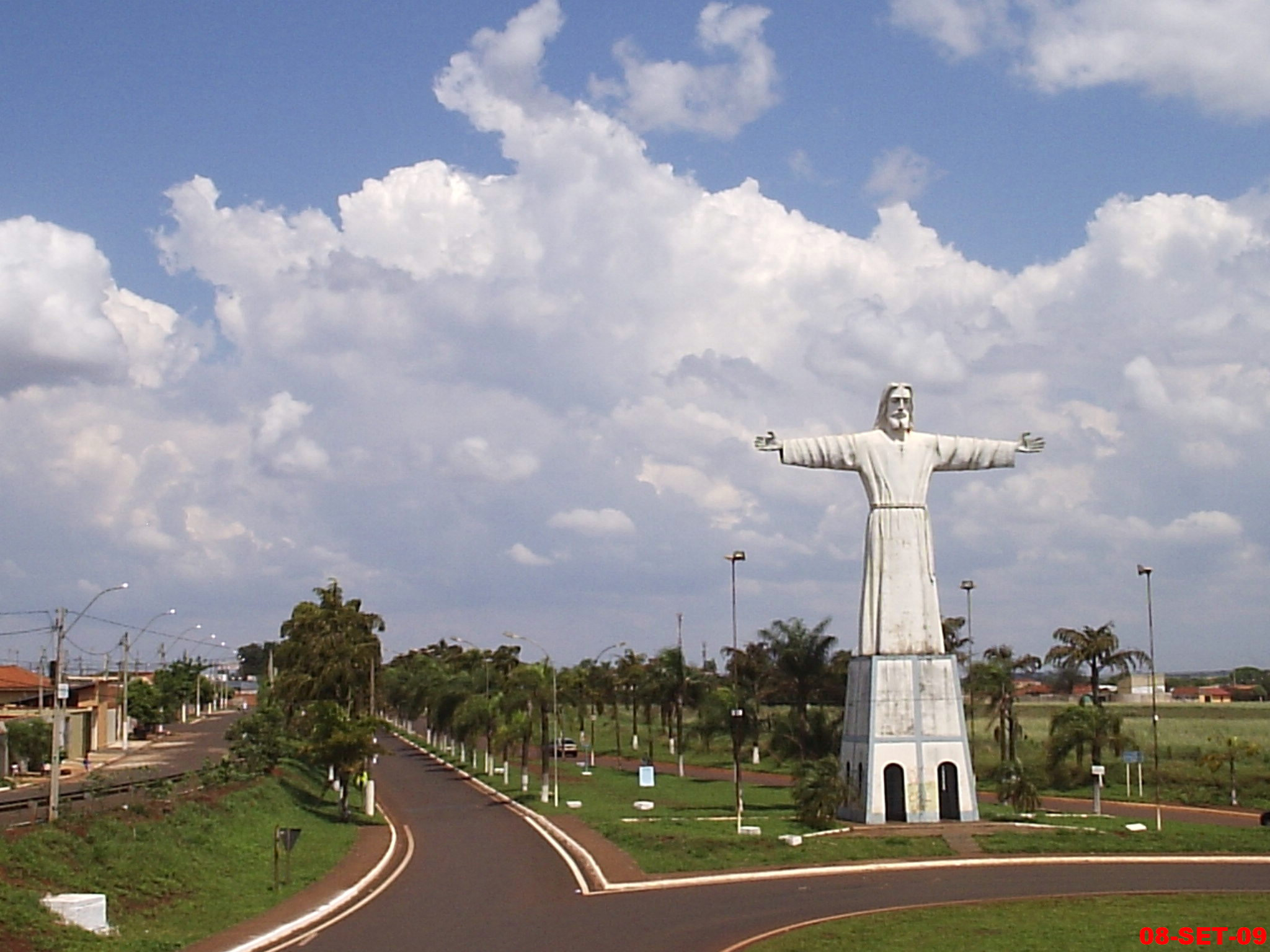
Cristo Redentor na entrada de Pitangueiras visto da Rodovia Armando Salles Oliveira (SP-322)

A povoação da região surgiu de um pouso de passagem no local onde as rotas comerciais provenientes dos centros de criação de gado do norte do atual estado de São Paulo (Bebedouro, Jaboticabal e Barretos) os caminhos para São Carlos do Pinhal (atual São Carlos) e São Paulo. Uma parte destas rotas comerciais era feita através de vias fluviais pela bacia  do rio Moji-Guaçu, nas margens do qual havia um porto e o pouso de passagem. Como a malária tornou-se endêmica na região, o pouso passou a ser feito mais longe do rio onde proliferavam os mosquitos, até estabelecer-se em uma clareira no caminho de Jaboticabal onde existiam muitas pitangueiras.
A região do pouso pertencia então ao município de Jaboticabal. A data em que se formou um arraial com moradores permanentes no local do antigo pouso é desconhecida, porém sabe-se que, em 1858, Manoel Félix e sua mulher, Ana Batista de Morais, doaram para o padroeiro São Sebastião cerca de 80 alqueires de terra visando, certamente, a consolidação de um povoado já existentes. Nestas terras doadas foi construída uma capela.
Conforme levantamento feito pela própria paróquia, por volta de 1880, viviam cerca de oitocentas “almas” e havia 4 empórios nas imediações da capela. A maioria dos habitantes locais eram oriunda de Minas Gerais de onde migraram devido à decadência econõmica que ocorria com o fim da exploração de ouro. Estes primeiros povoadores dedicavam-se à pecuária e ao cultivo de milho, feijão e mandioca.
A freguesia de Pitangueiras foi criada no município de Jaboticabal por lei provincial de 7 de julho de 1881.
Em 1892, Joaquim Moço e sua esposa doaram mais 5 alqueires para a paróquia de São Sebastião de Pitangueiras. Neste mesmo ano, com a nova organização política devida à proclamação da República, a freguesia passou a ser considerada um distrito de Paz. Uma lei estadual de 6 de julho de 1893 desmembrou o município de Jaboticabal, elevando o distrito de Pitangueiras à vila com prerrogativas de município. A vila passou a ser cidade por lei municipal de 7 de dezembro de 1906 constituindo-se por dois distritos: Pitangueiras (sede) e Viradouro.

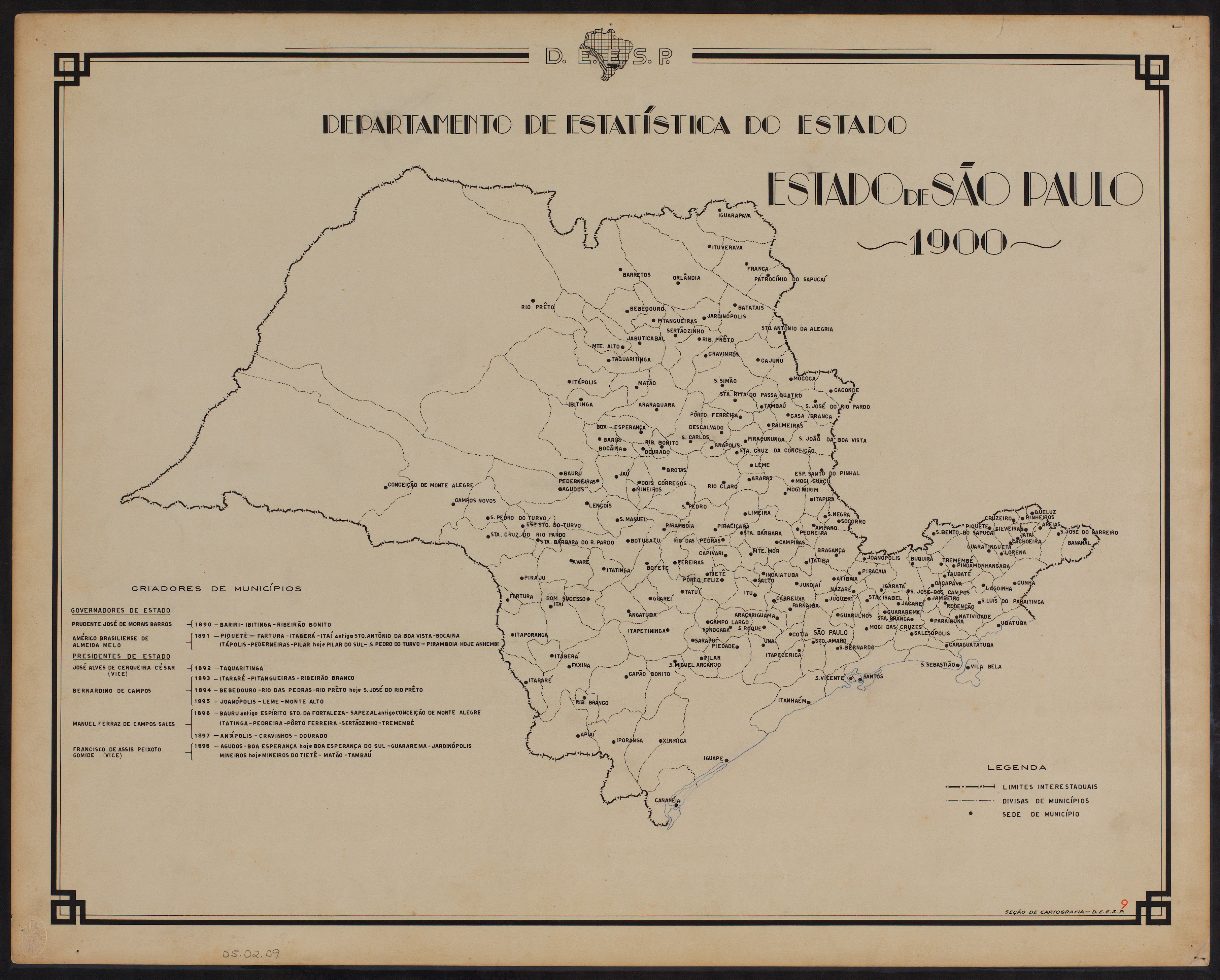
Estado de São Paulo (1900).

Em 1906, a prefeitura de Pitangueiras expediu uma concessão para que fosse construída uma pequena ferrovia para ligar a sede do município à estação de Pitangueiras da Companhia Paulista de Estradas de Ferro (depois FEPASA) que existia à margem direita do rio Moji-Guaçu, mas ainda dentro da área do município. Em 1907 foi inaugurada a Companhia de Estrada de Ferro Pitangueiras que permitiu a comunicação ferroviária da sede do município com a vasta região que vai desde Goiás até São Paulo e Santos. A antiga estação Pitangueiras da Companhia Paulista de Estradas de Ferro passou a ser denominada Passagem, pois a estação na sede municipal assumiu  o nome do município. A comunicação por ferrovia causou um forte crescimento econômico em todo o município. Na mesma época, foi instalada a primeira indústria de grande porte na região: a S/A Frigorífico Anglo. A  Companhia de Estrada de Ferro Pitangueiras foi posteriormente encampada posteriormente pela Companhia Paulista de Estradas de Ferro
O distrito de Viradouro foi desmembrado de Pitangueiras em 1916 tornando-se um município. A partir de 1933, o município passou a ser composto por 3 distritos: Pitangueiras (sede), Ibitiúva e Taquaral. Em 1993, o município foi desmembrado do distrito de Taquaral que passou a constituir um novo município.
Atualmente, o município compõe de dois distritos: Pitangueiras (sede) e Ibitiúva.

## Geografia
Situa-se a uma latitude 21º00'34" sul e a uma longitude 48º13'18" oeste, estando a uma altitude de 512 metros. Possui uma área de 430,88 km².

### Hidrografia
O município faz parte da bacia hidrográfica do rio Mogi Guaçu, onde é a maior fonte de ranchos na cidade.

### Rodovias
- SP-322
- BR-265

### Ferrovias
- Linha Tronco da antiga Companhia Paulista de Estradas de Ferro [9]
- Ramal de Pontal da antiga Companhia Paulista de Estradas de Ferro [10]

## Demografia

### Dados demográficos
Dados do Censo - 2000
| Área            | População residente |
| --------------- | ------------------- |
| Urbana          | 29.306              |
| Rural           | 1.850               |
| Homens          | 15.959              |
| Mulheres        | 15.197              |
| População total | 31.156              |

| Cor/Raça | Percentagem |
| -------- | ----------- |
| Branca   | 35,4%       |
| Preta    | 20,0%       |
| Parda    | 44,2%       |
| Amarela  | 0,4%        |

Densidade demográfica (hab./km²): 72,52
Mortalidade infantil até 1 ano (por mil): 18,79
Expectativa de vida (anos): 69,73
Taxa de fecundidade (filhos por mulher): 3,02
Taxa de alfabetização: 70,95%
Índice de Desenvolvimento Humano (IDH-M): 0,764
- IDH-M Renda: 0,690
- IDH-M Longevidade: 0,746
- IDH-M Educação: 0,855[17]

## Infraestrutura

### Comunicações
O sistema de telefones automáticos foi inaugurado na cidade em 1975 pela Telecomunicações de São Paulo (TELESP), que também implantou o sistema de discagem direta à distância (DDD) em 1979 com o código de área (0166). Anteriormente a cidade era atendida pela Companhia Telefônica Brasileira (CTB).
Em 1980 o código DDD da cidade foi alterado para (016), para padronização com o sistema telefônico das regiões de Ribeirão Preto e Franca.

#### Telefonia celular
A cidade possui cobertura das operadoras TIM, Claro, VIVO e Oi

## Religião
O Cristianismo se faz presente na cidade da seguinte forma:

### Igreja Católica
- A igreja faz parte da Diocese de Jaboticabal.[22]

### Igrejas Evangélicas
Entre as igrejas protestantes históricas, pentecostais e neopentecostais, encontram-se na cidade:
- Assembleia de Deus Ministério do Belém.[25][26]
- Congregação Cristã no Brasil.[27]